# 螳螂 (電影)
《螳螂》是1978年邵氏電影公司出品，劉家良所執導之武打電影。

## 電影內容
故事敘述康熙年間，平西王吳三桂密謀造反，於是皇帝命御書房韋學士之子韋風（姜大衛飾）擔任密探，潛入江北圻平縣田家村五陽莊找出叛變之實據。 
韋假作不識武功，混入田家做教書先生，教導田家小姐田芝芝（黃杏秀飾），日久生情，兩人逐結為夫婦，但芝祖父田老太爺（劉家榮飾）疑韋乃清廷所派，命韋終生不得離開五陽莊。韋盜得造反實據後，欲與芝離莊，田老遂萌殺意，惡鬥之下，芝和芝母為掩護韋離去而雙雙死於田老拳下。
韋風死裡逃生，為替芝芝報仇創出螳螂拳法，再次闖入五陽莊，大破田老形影相隨拳法，更從田老處取得平西王造反密件。回京後康熙大加讚許，豈知韋父（井淼飾）有愧子忠於清朝，荼害反清志士，於是在酒中下毒，以父子兩人之命慰反清志士之靈。

## 人物角色
| 角色名稱 | 演員   | 備註     |
| -------- | ------ | -------- |
| 韋風     | 姜大衛 |          |
| 田芝芝   | 黃杏秀 |          |
| 田老太爺 | 劉家榮 |          |
| 汪氏     | 李麗麗 | 芝芝母   |
| 大伯母   | 夏萍   |          |
| 三叔     | 唐偉成 |          |
| 四叔     | 徐少強 |          |
| 田忠     | 張午郎 | 田家管家 |
| 小胖     | 倫家駿 | 田家家僕 |
| 康熙     | 韋弘   |          |
|          | 劉家輝 | 武僧     |
|          | 李海生 | 蒙古力士 |
| 韋正元   | 井淼   | 韋風父   |
|          | 呂紅   | 韋風母   |
| 王老師   | 王清河 |          |
|          | 金軍   | 大臣     |
|          | 張作舟 | 村民     |
|          | 杜永亮 | 村民     |
|          | 西瓜刨 | 村民     |
|          | 陳龍   |          |
|          | 余袁穩 |          |
|          | 小侯   |          |
|          | 李擎柱 |          |
|          | 林克明 |          |

## 其他資料
- 此片取材自平江不肖生的《江湖奇俠傳》。[2]
- 此片於韓國拍攝外景。[2]

## 外部連結
- 開眼電影網上《螳螂》的資料（繁體中文）
- 香港影庫上《螳螂》的資料（繁體中文）
- 豆瓣电影上《螳螂》的資料 （简体中文）
- 时光网上《螳螂》的資料（简体中文）
- AllMovie上《螳螂》的资料（英文）
- 爛番茄上《螳螂》的資料（英文）
- 互联网电影数据库（IMDb）上《螳螂》的资料（英文）